# Johan Petro
Johan Petro (París, França, 27 de gener de 1986), és un jugador professional de bàsquet francès que juga als Atlanta Hawks de l'NBA com a pivot.